# Belmonte (Spagna)
Belmonte è un comune spagnolo di 2 399 abitanti situato nella comunità autonoma di Castiglia-La Mancia.